# Holger Bisgaard (læge)
 Denne artikel bør gennemlæses af en person med fagkendskab for at sikre den faglige korrekthed.

Holger Ove Bisgaard (født 28. marts 1880, død 28. marts 1943) var en dansk læge som fra 1910 havde praksis i Glamsbjerg. Han udviklede en metode med en elastisk komprimerende bandage som skulle kunne helbrede patienter med åreknuder og skinnebenssår – den såkaldte Bisgaardforbinding.
I 1939 udgav han det videnskabelige grundlag for metoden ”Ulcus og Eczema cruris phelebitidis sequelæ”, som med støtte fra Rask-Ørsted Fondet blev oversat til tysk og engelsk. 
I 1942 blev han udnævnt til Ridder af dannebrog.[kilde mangler]
Patienter, kollegaer og venner rejste i 1945 en mindesten udenfor lægeboligen i Søndergade i Glamsbjerg. Relief af billedhugger Axel Poulsen (1887-1972).

## Publikationer
- "Ulcus og Eczema cruris phelebitidis sequelæ". Studier over statiske sygdomme i underextremiteterne og deres behandling. Ejnar Munksgaards forlag. 1939. – På tysk i 1941 og på engelsk i 1948<ref>
- Hæfte om Holger Bisgaard, 2014 udgivet af lokalarkivet, Glamsbjerg
- Kraks Blå Bog 1942
- Nekrolog, Berlingske Tidende 29.3.1943